# Raschigův–Hookerův proces
Raschigův–Hookerův proces je metoda výroby fenolu pojmenovaná podle německého chemika Friedricha Raschiga. Hlavními kroky tohoto procesu jsou výroba chlorbenzenu z benzenu, kyseliny chlorovodíkové a kyslíku, a následná hydrolýza chlorbenzenu na fenol. K průmyslové výrobě fenolu se již nepoužívá.